# Yamanaka-onsen
 (juillet 2012).
Yamanaka-onsen (山中温泉, Yamanaka-onsen) est une ville située à Kaga, préfecture d'Ishikawa au Japon. Proche de Komatsu, elle est réputée pour ses onsen, bains d'eau chaude naturelle, et compte de nombreux ryokan afin de pourvoir aux besoins de la clientèle. La Daishoji-gawa traverse la ville qui est un endroit touristique populaire tant pour les habitants que pour les voyageurs étrangers de la préfecture d'Ishikawa.

## Galerie d'images

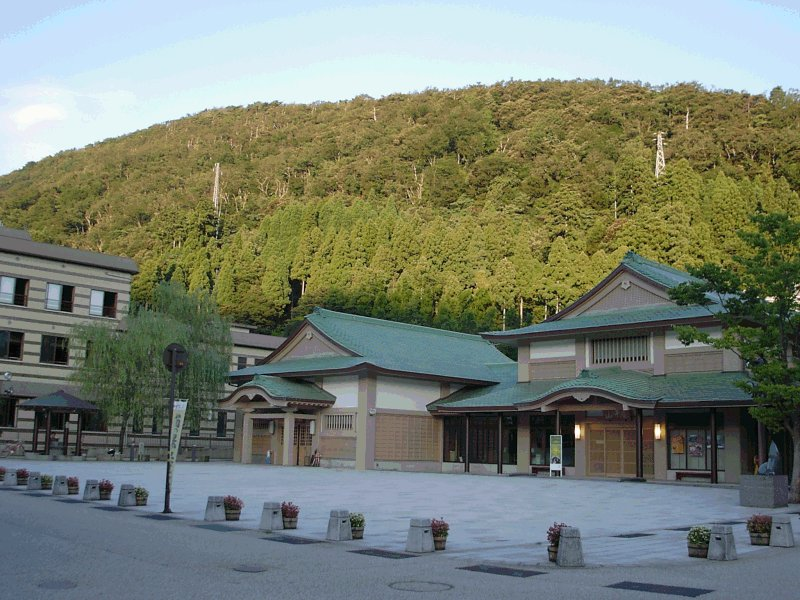
Place au centre de la ville tôt le matin.
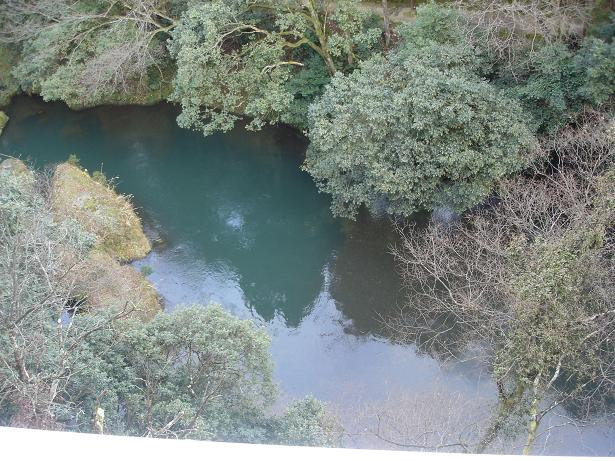
Daishoji-gawa.
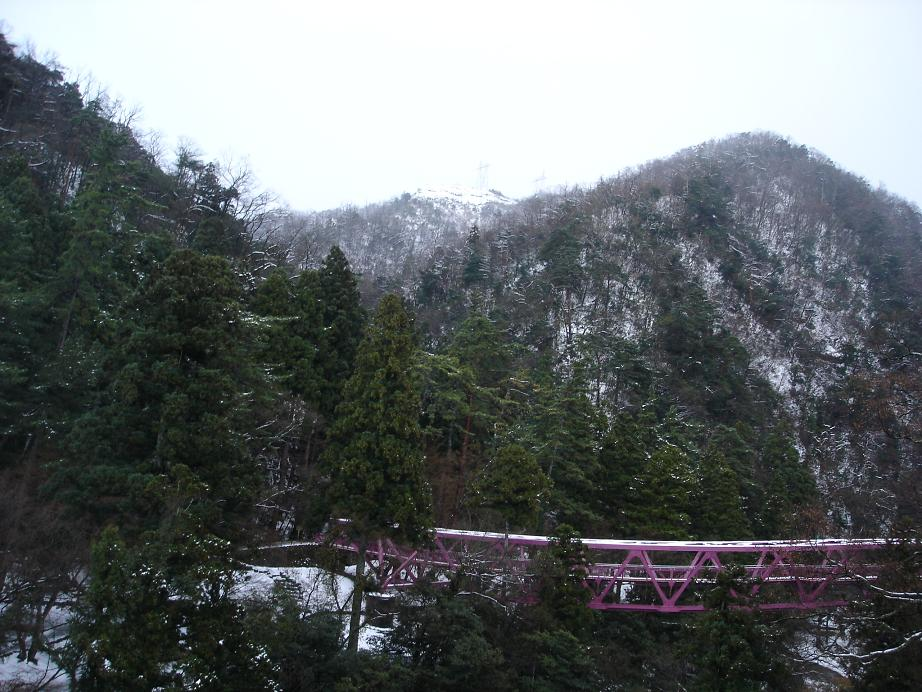
Pont de Yamanaka-onsen.